# Entertainment (canción)
«Entertainment» es una canción de la banda francesa Phoenix de su quinto álbum de Bankrupt!. Es el primer sencillo del álbum y se estrenó el 18 de febrero de 2013, con cobertura radiofónica en el show Zane Lowe de BBC Radio 1. Tras el estreno, el sencillo fue enviado a la radio alternativa, donde impactó en los Estados Unidos durante la semana del 26 de febrero. La portada del sencillo, lanzado el 19 de febrero de 2013, ofrece la imagen de un Mai Tai en contra un fondo gris. "Entertainment" cuenta con una línea de guitarra staccato y la producción sintética.

## Video musical
El video musical se disparó en un estilo cinematográfico y se encuentra en Corea. Cuenta con varios personajes que interactúan entre sí a lo largo de diferentes períodos históricos. Su tema central es romántica con dos personas que encuentran cada uno sí a través de los siglos en medio del conflicto con los antagonistas.

## En la cultura popular
La canción se reproduce durante los créditos de la película Now You See Me, y se incluye en su banda sonora. También fue utilizado la promo de MTV World Stage en MTV Latinoamérica.

## Posicionamiento en listas
| Listas (2013)                               | Mejor posición |
| ------------------------------------------- | -------------- |
| Bélgica (Flandes) (Ultratip Bubbling Under) | 12             |
| Bélgica (Valonia) (Ultratip Bubbling Under) | 29             |
| Francia (SNEP)                              | 43             |
| US Alternative Songs (Billboard)            | 11             |
| US Rock Songs (Billboard)                   | 22             |